# Culicoides alexanderi
Culicoides alexanderi är en tvåvingeart som beskrevs av Wirth och Hubert 1962. Culicoides alexanderi ingår i släktet Culicoides och familjen svidknott. Inga underarter finns listade i Catalogue of Life.